# Gianni Cecchin
Gianni Cecchin (Mantova, Italia, 1977) es un empresario italiano del sector de las telecomunicaciones afincado en Alicante que actúa como  CEO de Verne Technology Group.

## Vida profesional
Con una amplia experiencia en el sector de las telecomunicaciones y destacado en el mundo de la empresa familiar, Cecchin comenzó su carrera profesional en 1997 trabajando como Técnico de Instalaciones y Mantenimiento en la empresa familiar italiana ICI (actualmente Holding SIFIP). Tras dos años, en 1999 se incorporó a la empresa Valtellina, proveedora del fabricante Marconi, como responsable de pre y posventa y en 2002 da el salto a Wind como responsable de zona.
En 2003 llega a España para incorporarse a Teleco - Telecomunicaciones de Levante, del grupo SIFIP y en 2009 asume la Dirección General de la compañía  que hasta ese momento era conducida por su padre.
En 2013 impulsa un nuevo proyecto, Verne Telecom, en el sector de las soluciones TIC y servicios para operadores, en 2015 crea Verne Telecom Maroc, a través de la cual desarrolla proyectos en Marruecos e impulsa también dos call center especializados, unificados en la actualidad en Verne Contact Center.
A finales de 2016, toma la decisión de agrupar estas compañías en el holding Verne Technology Group, desempeñándose como su CEO desde ese momento y en 2018 refuerza la apuesta internacional del grupo creando en Alemania Verne Technology GmbH. Entre 2019 y 2020 hace lo mismo con la estrategia de crecimiento y diversificación en el área de servicios TIC, a través de la compra de cuatro compañías (Base 10, Alfitec, Grupo Azeta y SolidQ) que finalmente se unificarían en la constitución de una nueva unidad de negocio, Verne Tech, con el objetivo de abarcar todas las líneas de negocio TIC: Sistemas y Ciberseguridad, Soluciones de Gestión Empresarial, Big Data e Inteligencia Artificial.
En 2020 forma parte de la creación de la Fundación Ellis Alicante, una fundación privada sin ánimo de lucro que busca impulsar el desarrollo de la inteligencia artificial en Europa.
A principios de 2021, Cecchin participa en la constitución de la Fundación Lab Mediterráneo, un proyecto impulsado por la Asociación Valenciana de Empresarios. Desde entonces forma parte de la Comisión Ejecutiva.

### Nuevos negocios
Además de su trabajo en Verne, ha invertido en nuevos modelos de negocio como Feedbalia, proyecto tecnológico vinculado al talento humano, el reconocimiento positivo y la evaluación 360° aplicable a cualquier empresa; y Xesol Innovation, dedicada a la aplicación de la inteligencia artificial a los vehículos autónomos.
Desde principios de 2021 es vocal en la Comisión Ejecutiva de la Fundación Lab Mediterráneo.

## Referente de la empresa familiar
Gianni Cecchini tiene una larga experiencia en la profesionalización de empresas familiares lo que le ha llevado a participar en diversos encuentros y a convertirse en un referente en este campo.
En octubre de 2019 fue designado vicesecretario de la Junta Directiva de la Asociación de la Empresa Familiar de Alicante (AEFA).

## Membresía, premios y reconocimientos
En 2016, recibió el Premio de Mejor Empresa Colaboradora del Contrato Global de Bucle 2015 de Movistar y en 2017 recibió también el Premio Economía 3 Alicante al Desarrollo y Crecimiento Empresarial.
Desde 2019 forma parte de la Asociación Valencia de Empresarios (AVE) y en noviembre de ese mismo año se incorporó al consejo rector de la escuela de negocios Fundesem Business School.
Es uno de los 40 fundadores que en mayo de 2020 constituyeron el centro ELLIS Alicante para la inteligencia artificial, unidad de investigación conectada a otros 17 centros en once países de Europa bajo la red europea de excelencia de investigación en inteligencia artificial (IA) y que tiene por objetivo abordar desafíos fundamentales en IA con un enfoque en la excelencia de la investigación y el impacto social.